# جيمس ر. برينغل
جيمس ر. برينغل هو سياسي أمريكي، ولد في 1782، وتوفي في 11 يوليو 1840. انتخب عضو مجلس نواب كارولاينا الجنوبية ‏.